# 風の少女エミリー
『風の少女エミリー』（かぜのしょうじょエミリー）は、2007年4月7日よりNHK教育テレビジョンで毎週土曜午前7時25分 - 7時50分に放送されたアニメ作品。『赤毛のアン』の原作者であるL・M・モンゴメリの『可愛いエミリー』を始めとする「エミリー」シリーズ3部作を原作とする。全26話。
同じモンゴメリ原作のアニメの『赤毛のアン』は監督が当時出版されていたモンゴメリの作品を全て読み原作に忠実に映像化されたのに対し、本作はエピソードをピックアップして膨らませたもので7、15、16話以外は原作のエピソードを素材として用いたオリジナルストーリーとなっている。

## ストーリー
カナダ・プリンスエドワード島に住むエミリー・バード・スターは父を亡くし、ニュームーン農場の地主で母方の実家・マレー家の家長である伯母・エリザベスに引き取られる。エミリーは頑固な伯母と初めのうちは衝突を繰り返すが、やがて家族として互いを尊重し合う仲となって行く。
エミリーは毎晩、村で起きた出来事を書いた手紙を亡父に宛てて綴るようになるが、その枚数が増えるにつれて豊かな想像力を活かしたいと考え始め、やがて小説家を志すようになる。

## 登場人物

### 主要人物
エミリー・バード・スター
声 - 川上とも子
エミリー・バードは父方の祖母の独身時代の名前および姓をつけたもの。
メイウッドの小さな谷間の家で結核療養中の父と住んでいたが孤児となる。父を嫌っていたマレー家の人達の前では涙を見せまいとする。以降は手紙を通して父に語りかけるようになる。家族会議でエミリーを引き取りたいという申し出がなく、くじを自ら引いて決めさせられそうになった経験がマレー家に対する見方の点で後まで尾を引く。エリザベスから見ればエミリーは「マレー家の一族になる子」でクラスメートから見れば「マレーの子」だが、エミリーはあくまでエミリー・バード・スターであってエミリー・マレーではない。マレー家には世話になっているが自分は父方のスター家の娘だと思っている。
エリザベス・マレー
声 - 藤田淑子
アーチボルド・マレーの長女で、マレー家の当主。エミリーの母ジュリエットの異母姉にあたる。
厳しい面もあるが筋は通し、エミリーのことを誰よりも心配している。古い厳格な時代を象徴するような人物。
ジミー / ジェームズ・マレー
声 - 納谷六朗
ジミーは愛称で名前はジェームズ。エリザベスやローラの従兄弟。プリンスエドワード島では普通は越冬しない植物を集めた自慢の庭がある。子どもの心を忘れない純粋な性格で、エミリーの良き理解者。
ローラ・マレー
声 - 池田昌子
アーチボルド・マレーの次女。エミリーに優しくしてくれる。
テディ・ケント
声 - 宮田幸季
絵の才能がある繊細で病気がちな男の子。バーンリ医師の勧めでイルゼやエミリーと一緒に外で遊ぶようになる。高校時に、絵の才能が認められ、パリに留学する。
幼少期からエミリーとお互いに好意を寄せており、カナダに戻りエミリーと結婚する。
イルゼ・バーンリ
声 - 小島幸子
エミリーと同じ学校に通う金髪の女の子。やや短気だが、根は優しく明るい性格。エミリーとは親友になる。父親と仲が良くなかったが、後に和解する。高校時代にあるきっかけで、朗読家を目指す。幼少期からペリーに好意を寄せていた。
ペリー・ミラー
声 - 岡村明美
下町にトム叔母さんと住んでいた。今はニュームーン農場の手伝いとして雇われている。学校には行っていなかったが立身出世を目指し勉学に勤しむようになる。実はとても頭脳明晰。エミリーに好意を寄せていたが、イルゼの気持ちを知り、彼女と交際するようになる。
風のおばさん（かぜのおばさん）/ナレーション
声 - 篠原恵美
エミリーの感性が生み出す空想上の話し相手。美しい自然の中で風が木々をゆらす音を聞いている時などに心の「ひらめき」として感じることができる（アニメ中でも「ひらめき」と表現されている）。エミリーが「風の少女」である所以である。エミリーがメイウッドを離れることを寂しく思った理由の一つは、もう風のおばさんに会えない、すなわち、心が感動してひらめきを感じることもなくなるだろうと思ったためだが、ニュームーン牧場も美しい場所でエミリーは風のおばさんに会うことができた。

### マレー家の親類
ダグラス・スター
声 - 宗矢樹頼
エミリーの父。新聞記者だったが結核のため死亡。葬儀の後でもジュリエットの姉や兄にひどい言われ方をされている。そのようなマレー家の人達にエミリーの将来を託さざるを得なくなる。
ジュリエット・スター
声 - 豊口めぐみ
エミリーの母。父のアーチボルドが再婚しマレー家の四女として生まれる。体が弱かった。年齢の離れた兄や姉達に可愛がられて育つが、反対を押し切って結婚したため絶交されてもダグラスを選んだことは後悔しなかった。マレー家の人間とは再び会うこともなくエミリーが4歳の時に死亡した。エミリーは母のことを少ししか覚えていない。
ウォレス・マレー
声 - 伊藤栄次
アーチボルド・マレーの長男だがエリザベスやローラより年下。
オリバー・マレー
声 - 伴藤武
アーチボルド・マレーの二男。ルースより年上。
ナンシー大叔母さん
声 - 京田尚子
マレー家からプリースト家に嫁いだ。ウィザーの屋敷に住んでいる。資産家。口は悪いがエミリーに優しくしてくれる。
ルース伯母さん
声 - 松岡洋子
アーチボルド・マレーの三女。寡婦で子供がいない。シュルーズベリーに住んでおり、高校3年間エミリーを下宿させた。
「エミリー」を「エムリー」と呼び間違えたり、嫌味を言うなどエミリーに対して辛辣な態度を取るが、エミリーの進学を支持したり停学の解消に尽力するなど憎くは思っていない。
ルーシー
声 - 堀江美都子
エミリーの娘。エミリーの幼少期に似ており、最終回の最後に登場し、彼女の発言からエミリーが有名作家になったことが分かる。

### 学校の生徒や先生
ローダ・スチュアート
声 - 榎本温子
ブラウネル先生のお気に入り生徒。銀行を経営する父親の娘。
プレゼントと言って生きたミルクヘビを箱に入れて渡し、エミリーが怒ると知らない間に中身をすりかえられたと言い訳し、さらにみんながエミリーをいじめるのはイルゼがそう命令しているからだと騙す。赤いバラを学校に持ってくるように忠告したことには特に意味はなく、単にエミリーをからかうためのホラ話。その後も幾度かエミリーに嫌がらせをしていたが、最終話では、エミリーの小説を読んだことにより感動し、エミリーとケントを祝福した。
ブラウネル先生
声 - 熊谷ニーナ
エミリーを、態度が悪く話も良く聞いていない生徒だと思っている。結婚して学校を辞める。
フランシス・カーペンター
声 - 大塚明夫
ブラウネル先生の結婚退職に伴う欠員補充でやって来た男性教師。
野原に出て演劇風に歴史を教えるなど一風変わった授業方式を取る。生徒たちから愛されており、エミリーを励ましたり多くの助言を与え、その才能を伸ばそうとする。エミリーが高校卒業後に病状が悪化し、息を引き取った。

### その他登場人物
エレン・グリーン
メイウッドの家に住んでいた頃、住み込みで母親のいないエミリーや病気のダグラスの世話をしていた。アニメでは別れる際に愛猫の面倒をエミリーに申し出るなど親切な家政婦、そしてエミリーも「エレン」とファーストネームで呼ぶ親密な間柄として描かれている。
アイリーン・ケント
声 - 久川綾
テディの母親。溺愛しているテディを失いたくない余りに、イルゼやエミリーと親しくなることを阻止しようとしたり、学校へ通うために家を出ることに反対したりと過保護であったが、アランやカーペンター先生の説得により外へ出ることや街の高校へ進学することを許可する。
アラン・バーンリ
声 - 梁田清之
イルゼの父親であり、医者。マレー家とは遠い親戚関係のようである。
妻が事故死したのは自分が代わりに行かなかったからだと考え思い出すのが辛くて長年に渡り母親の話を娘にしなかった。母親の話を告げた後、無事イルゼと和解した。
ベアトリス・ミッチェル
声 - 幸田夏穂
イルゼの母親。嵐の日にニュームーンに借りたものを返しに行って井戸に落ちて帰らぬ人となる。
ソーシー・サール
声 - 青山桐子
エミリーの飼い猫。2話の冒頭では「いたずらネコのソーシーサール」と紹介されている。エミリーがマレー家に引き取られる際にメイウッドに残るはずだったが、荷物の中にもぐり込んでニュームーンにやって来てしまう。第15話で仔猫を出産した。Saucy は「生意気な、なれなれしい」という意味を持つ形容詞。
ジョン・サリバン（のっぽのジョン）
声 - 園部啓一
ニュームーンから林を挟んだ向かいの家に住んでいるおじさんで、エミリーのよき理解者。代々マレー家の土地であったことを理由にエリザベスから立ち退きを要求されているが、拒否している。
冗談を言って人を笑わせるのが好きだが、リンゴの所に置いたネズミを殺す毒が入っているというメモをエミリーが本気にし冗談では済まなくなる。土地の明け渡しや毒リンゴ事件の意趣返しにニュームーン農場やジミーの庭園が壊滅することを承知で自分の林を切ると宣言する。
トム叔母さん (Aunt Tom)
声 - 堀絢子
ストーブパイプの街で孤児になったペリーを育てた。ジミーが勉学に励むことに反対していたが、エミリーたちと過ごすうちにペリーの通学を許可する。
キャロライン・プリースト
声 - 北川智繪
ナンシー大叔母さんと一緒にウィザーの屋敷に住んでいる。
ディーン・プリースト
声 - 関俊彦
プリースト家の男性。エミリーの父・ダグラスとはクイーン学院時代に親友だった。紫苑を取ろうとしてマルヴァーンの入り江の崖から落ちそうになったエミリーを助けて意気投合する。見聞が広い。

## スタッフ
- 原作 - L・M・モンゴメリ
『可愛いエミリー』、『エミリーはのぼる』、『エミリーの求めるもの』
- 監督 - 小坂春女
- シリーズ構成 - 島田満
- 時代考証 - 赤松佳子（ノートルダム清心女子大学文学部准教授）
- キャラクターデザイン - 清水恵蔵、小松香苗
- 美術監督 - 岡部眞由美
- 撮影監督 - 白尾仁志
- 音楽 - 宮川彬良
- 現像 - 東京現像所
- 音楽監督 - 鈴木清司
- 音響監督 - 小山悟
- プロデューサー - 宮本秀晃
- 制作統括 - 冨永慎一、市谷壮
- アニメーション制作 - トムス・エンタテインメント
- 共同制作 - NHKエンタープライズ
- 製作 - NHK、トムス・エンタテインメント

## 主題歌
オープニングテーマ「風の少女」
作詞 - 吉元由美 / 作曲・編曲 - 宮川彬良 / 唄 - 堀江美都子
エンディングテーマ「風のそらみみ」
作詞・作曲・唄 - EPO / 編曲 - 細井豊

## 各話リスト
| 話数 | サブタイトル         | 脚本     | 絵コンテ | 演出     | 総作画監督     | 作画監督       | 放送日        |
| ---- | -------------------- | -------- | -------- | -------- | -------------- | -------------- | ------------- |
| 1    | 風の少女             | 島田満   | 小坂春女 | 小坂春女 | -              | 清水恵蔵       | 2007年 4月7日 |
| 2    | マレー家の誇り       | 島田満   | 奥田誠治 | 山崎友正 | しまだひであき | 大河内忍       | 4月14日       |
| 3    | 変わり者イルゼ       | 島田満   | 今澤哲男 | 高橋順   | 清水恵蔵       | 八崎健二       | 4月21日       |
| 4    | 四人のスケッチ       | 中村誠   | 前島健一 | 前島健一 | しまだひであき | 山本径子       | 4月28日       |
| 5    | はじめての舞台       | 丸尾みほ | 濁川敦   | 濁川敦   | -              | 平山智         | 5月5日        |
| 6    | 毒リンゴ事件         | 早坂律子 | 浜津守   | 浜津守   | 清水恵蔵       | 日高真由美     | 5月12日       |
| 7    | 大好きな林           | 早坂律子 | 小坂春女 | 小坂春女 | しまだひであき | 若月愛子       | 5月19日       |
| 8    | お母さんの部屋       | 島田満   | 西村純二 | 山崎友正 | 平山智         | 大河内忍       | 5月26日       |
| 9    | 消えたダイヤモンド   | 丸尾みほ | 今澤哲男 | 高橋順   | しまだひであき | 八崎健二       | 6月2日        |
| 10   | 夢を織る人々         | 中村誠   | 前島健一 | 前島健一 | 清水恵蔵       | 鈴木伸一       | 6月9日        |
| 11   | 名誉あるコンテスト   | 島田満   | 濁川敦   | 濁川敦   | -              | 平山智         | 6月16日       |
| 12   | 世界にひとつの詩     | 早坂律子 | 浜津守   | 浜津守   | しまだひであき | 日高真由美     | 6月23日       |
| 13   | マレー家のクリスマス | 中村誠   | 西村純二 | 矢野篤   | 清水恵蔵       | 若月愛子       | 6月30日       |
| 14   | 海辺のピクニック     | 丸尾みほ | 今澤哲男 | 高橋順   | しまだひであき | 八崎健二       | 7月7日        |
| 15   | 幽霊屋敷             | 早坂律子 | 小坂春女 | 名取孝浩 | 清水恵蔵       | 畑智司         | 7月14日       |
| 16   | 夏の思い出           | 丸尾みほ | 前島健一 | 前島健一 | しまだひであき | 鈴木伸一       | 7月21日       |
| 17   | イルゼの秘密         | 島田満   | 小坂春女 | 小坂春女 | -              | 平山智         | 7月28日       |
| 18   | ローダの罠           | 中村誠   | 浜津守   | 土屋康郎 | 清水恵蔵       | 日高真由美     | 8月4日        |
| 19   | エミリーの失敗       | 中村誠   | 西村純二 | 鏑木ひろ | しまだひであき | タカハシアキラ | 8月11日       |
| 20   | 青春の階段           | 小坂春女 | 小坂春女 | 矢野篤   | 清水恵蔵       | 八崎健二       | 8月18日       |
| 21   | それぞれの夢         | 早坂律子 | 高橋順   | 高橋順   | しまだひであき | 武田和久       | 8月25日       |
| 22   | 雪の中の告白         | 丸尾みほ | 前島健一 | 清水明   | 清水恵蔵       | 芽野京子       | 9月1日        |
| 23   | はなれてゆく心       | 小坂春女 | 今澤哲男 | 矢野篤   | 平山智         | 小松香苗       | 9月8日        |
| 24   | 残されたもの         | 中村誠   | 小坂春女 | 土屋康郎 | 清水恵蔵       | 日高真由美     | 9月15日       |
| 25   | 雪はいま、とけゆく   | 島田満   | 清水恵蔵 | 矢野篤   | -              | しまだひであき | 9月22日       |
| 26   | 春のおとずれ         | 小坂春女 | 小坂春女 | 小坂春女 | -              | 清水恵蔵       | 9月29日       |

## 備考
『赤毛のアン』シリーズや『アボンリーへの道』のギルバート・ブライスやデイビー・キース、フェリックス・キング、ヘティ・キングら、他のモンゴメリ作品のキャラクターが名前やセリフ等で登場した。

## 関連商品

### 音楽CD
- 『風の少女/風のそらみみ』（コロムビアミュージックエンタテインメント、2007年4月25日発売） COCC-15972

- 『風の少女エミリー オリジナル・サウンドトラック 交響詩エミリー 〜Symphonic poem Emiry of New Moon〜』（コロムビアミュージックエンタテインメント、2007年5月23日発売） COCX-34285
- 『風の少女エミリー オリジナル・サウンドトラック 交響詩エミリーII 〜Symphonic poem Emily of New Moon〜』（コロムビアミュージックエンタテインメント、2007年8月22日発売、ミュージックDVD付き2枚組） COZX-267/8

### DVD
- 『風の少女エミリー』Vol.1 - 7（株式会社バップ）